# Mun Song-sul
Mun Song-sul (mort en 1997) va ser un polític nord-coreà. Va exercir com a secretari general del Partit dels Treballadors de Corea. El 1997, va ser "torturat i colpejat fins a la mort" per ordre de Jang Song-thaek, [1] després d'haver-ho espiat i retallat la seva influència.